# تاريخ البحرية الملكية الكندية
يعود تاريخ البحرية الملكية الكندية إلى عام 1910 وهي واحدة من ثلاث قياداتٍ عاملةٍ في القوات الكندية، وعبر مسار التاريخ لعبت دوراً أساسيًا في الحرب العالمية الأولى وقدمت مساهمةً هامةً في المعركة الأطلسية خلال الحرب العالمية الثانية، وشكلت جزءًا من أسطول حلف شمال الأطلسي خلال فترة الحرب الباردة، دُمجت البحرية الملكية لاحقًا مع الجيش الكندي والقوات الجوية الملكية الكندية مشكلة ما يعرف اليوم بالقوات المسلحة الكندية الموحدة.

## تاريخ

### بداية التشكل
خلال السنين الأولى من القرن العشرين، تصاعد جدل داخل الإمبراطورية البريطانية حول الدور الذي قد تلعبه دول الدومينيون (التي تتمتع بالاستقلال الذاتي مع بقاء ارتباطها بالتاج البريطاني) في مجال الدفاع والعلاقات الخارجية بسبب سباق التسلح البحري المتنامي مع ألمانيا، وفي كندا كان هناك خياران، إما توفير كافة أشكال الدعم للبحرية البريطانية، أو تأسيس بحرية خاصة بها تؤمن الدعم المطلوب عند الحاجة، ووقع الاختيار على الخيار الثاني، لاقى مشروع قانون التأسيس معارضة في بدايته عام 1909 ثم حصل على الموافقة الملكية في تاريخ 4 مايو 1910 ودعا القانون إلى:
- قوة بحرية دائمة
- قوة احتياطية (حالات الطوارئ)
- قوة احتياطية تطوعية (حالات الطوارئ)
- تأسيس كلية بحرية

لتشكيل نواتها الأولى ولتدريب الطلبة على تشغيل أسطول بلادهم المعزم إنشاؤه، استعارت كندا سفينتين من بريطانيا، وصلت السفينتان إلى كندا بين شهري سبتمبر ونوفمبر، واجهت تلك الخطط الأولية نكسة عقب هزيمة الليبراليين في انتخابات عام 1911، وشكّل الجدال حول ملف السياسة البحرية دوراً بارزًا خلالها، فقد سجّلت الحكومة المحافظة الجديدة اعتراضها على القانون عندما كانت في الجهة المعارضة، وبعد حثّ من قبل ونستون تشرشل جرت الموافقة على تمويل صفقة ثلاث بارجات من بريطانيا، وقدمت الحكومة مشروع قانونٍ للبرلمان يتضمن تقديم معونة للبحرية البريطانية، ولمرة واحدة وبعد نقاشات مريرة أفشِل القانون من قبل الأغلبية الليبرالية، وبعيدًا عن كل تلك المشكلات، احتفظت البحرية الكندية بجزء من شعبيتها ولعب المتطوعون دوراً بارزاً فيها.

### الحرب العالمية الأولى
عقب اندلاع الحرب العالمية الأولى سارعت البحرية بإدخال سفينتين جديدتين إلى الخدمة مشكلةً في مجموعها ست سفن، سيّر سلاح البحرية دوريات على طول الساحل الغربي لأمريكا الشمالية وصولًا حتى بنما جنوبًا، وساهم تمركزها على ساحل نيويورك في عملية حصار القوى المركزية بحريًا.
في يونيو 1918 أُغرقت سفينة كانت تعمل كمستشفى عائم من قبل غواصة ألمانية والتي شكلت من ناحية الضحايا أكبر خسارة بحرية تلقتها كندا خلال الحرب العالمية الأولى، إثر ذلك جرى في سبتمبر من العام ذاته تشكيل سلاح الجو الخاص بالقوات البحرية من أجل شن عمليات ضد الغواصات مستخدمين طائرات عائمة، ولكن بعد توقف القتال حُلَّ نهائيًا.

### فترة ما بين الحربين
إثر تحجيم البحرية في فترة ما بعد الحرب، سعت البحرية من أجل أهداف جديدة تجسدت بتسلمها عدة مهام مدنية في قسم النقل البحري، وعلى الرغم من التقلص الكبير في العتاد والعديد، أبقت البحرية على مدمرتين تبرعت بهما بريطانيا.
في عام 1923 بلغت قوة القوات الاحتياطية البحرية 1000 شخص على مختلف الرتب متوزعين على نظام نصف سرية في اثنا عشرة مدينٍة كنديٍة وعلى نظام سرية كاملة في المدن الثلاثة الكبرى.
حققت في عام 1931 البحرية قفزًة نوعيًة بحصولها على مدمرتين بريطانيتين جديدتين، وفي أواخر يناير من عام 1932 قدمت البحرية الكندية الحماية للمصالح البريطانية في السلفادور على إثر طلبٍ بريطاني بعد انتفاضة الفلاحين.
أما خلال الثلاثينيات عانى سلاح البحرية مع الفروع الأخرى من شح في التمويل والعتاد ومع ذلك شهد ذلك العقد تطوراً بطيئا بسبب تصاعد قوة ألمانيا النازية والمقامرات السياسية التي قامت بها اليابان وإيطاليا.

### الحرب العالمية الثانية
شهدت هذه المرحلة توسعًا ملحوظًا في القوة البحرية مع الحصول على، وشراء سفن عديدة من أمريكا وبريطانيا لتصبح في النهاية ثالث أكبر قوةٍ بحريةٍ في العالم، فأصبحت قوة رئيسة في شمال غرب المحيط الأطلسي محققة نجاحًا في مهام حراسة السفن أو تدمير الغواصات الألمانية بأعداد كبيرة، فكان مسرح العمليات هذا هو الوحيد الذي لا يقع تحت قيادةٍ بريطانية أو أمريكية.
مع نهاية سنة 1944 كانت البحرية النازية قد انهارت تمامًا وتركز الاهتمام على اليابان، ودفعت الخسائر الاقتصادية الهائلة خلال فترة الحرب بريطانيا إلى تقليص عدد سفنها، وكانت البحرية الكندية إحدى الجهات التي تلقت بعضًا من هذه السفن، وفيما كانت تعد الخطط لغزو اليابان، شكل استسلام اليابان بسبب سقوط قنبلتي هيروشيما وناغازاكي نهايةً لتلك الخطط.

### أحداث عام 1949
شهد هذا العام عدة اضطرابات عرفت أيضًا بعصيانات 1949، وتصاعدت مخاوف الحكومة الكندية آنذاك بسبب شكها بارتباط تلك الاحتجاجات بتصاعد الشيوعية خصوصًا أن أحد تلك العصيانات حصلت في سفينة كانت ترسو في الصين، والتي كان الشيوعيون يكسبون الحرب الأهلية فيها.
إثر ذلك تشكلت لجنة استقصاء خلصت للنتائج التالية:
- انهيار النظام الإداري المتعلق بشؤون الموظفين.
- عدم وجود لجان رعاية للبت في أمر التظلمات البسيطة ما دفع البحارة لتبني نوع من الإضراب.
- تغييرات متكررة أصابت طرق تشغيل السفن وملاحتها دون توضيحات كافية.
- تدهور في العلاقة التقليدية بين الضابط والجندي.
- غياب السمات الخاصة بالهوية الكندية عن سلاح البحرية.

وعلى إثر النتيجة الأخيرة قطعت العديد من الصلات مع التقاليد البريطانية كالشعارات والأزياء الرسمية.

### الحرب الباردة
بعد نهاية الحرب العالمية الثانية قلصت كندا وبشكل كبير مثل العديد من الدول الأخرى حجم الإنفاق العسكري، ولكن بعد الحرب الكورية وتشكيل منظمة حلف شمال الأطلسي عادت لتوسيع الإنفاق وشكلت تلك القوة البحرية جزءًا من قوة تحت لواء الأمم المتحدة في المياه الكورية.
دفع تهديد الغواصات السوفيتية كندا إلى استحداث وتحديث وتحويل الكثير من سفنها من أجل مواجهة ذلك الخطر، وبعد نجاح تلك السياسة بلغت كندا القدرة على إحالة السفن التي تعود إلى الحرب العالمية الثانية إلى التقاعد، وفي سياق رفع جاهزيتها على مواجهة ذلك الخطر استخدمت كندا سفنًا تحمل مروحيات مضادة للغواصات في كلا المحيطين الهادي والأطلسي، كما سيّرت طلعات جوية من أجل الغرض ذاته معتمدة على طائرات بريطانية الصنع.

### التوحيد
في عام 1968 وحّدت القوات البرية والبحرية والجوية تحت اسم القوات المسلحة الكندية الموحدة، تحت تشريع جديد هو قانون الدفاع القومي وفي ظل إعادة الهيكلة هذه نقل سلاح الجو البحري الكندي إلى قيادة القوات الجوية مستبدلين في ظل ذلك القانون العديد من الرتب والشعارات العسكرية، وتشكلت القيادة البحرية الجديدة في عام 1965 وتبعتها الموافقة الملكية في عام 1968، وجاءت تلك الخطوة في سياق سعي كندا لتحديث قواتها المسلحة برًا وجوًا وبحرًا بقيادة مركزية واحدة.

### إعادة الهيكلة
في بداية السبعينيات خرجت آخر حاملة طائرات من الخدمة مع عدم وجود مساع لاستبدالها بأخرى وتقرر تركيز كندا على أسطولها التقليدي، توسع الأسطول في السبعينيات وازداد الإنفاق العسكري في أوائل الثمانينيات وانضمت 6 فرقاطات جديدة في أواخرها، مع تحديث 4 مدمرات أمريكية إلى سفن دفاع جوي ضمن ما عرف ببرنامج (ترامب) كما شهدت حقبة التسعينيات إضافة العديد من سفن الدفاع الساحلي وازدياد في قدرة البحرية على مكافحة الألغام البحرية والاستطلاع.

### ترشيد الأسطول
في عام 1977 اقترحت القيادة البحرية بنية جديدة للأسطول البحري فيما عرضت حكومة جو كلارك رؤية باهظة الثمن للأسطول فالحزب المحافظ سعى لإيجاد أسطول باهظ التكاليف، وفي عام 1984طالبت وزارة الدفاع بإعادة النظر في دليل التخطيط للقدرات العسكرية وأضيف إلى ذلك في عام 1987 اقتراح بإضافة غواصات نووية إلى الأسطول لكن هذا الاقتراح لاقى الفشل بسبب ارتفاع التكاليف، وبعد انهيار الاتحاد السوفيتي وإعادة تشكيل البحرية الروسية وضعت كندا خططًا جديدة من أجل أن تحافظ البحرية على مصالحها ولكن تلك الخطط لم تصل لأهدافها لأن الحكومة لم تستطع تأمين المال الكافي.